# Once Upon a Christmas
| Оценки критиков | Оценки критиков |
| Источник        | Оценка          |
| --------------- | --------------- |
| Billboard       | без оценки      |

Once Upon a Christmas (с англ. — «Однажды в Рождество») — совместный студийный альбом американских исполнителей Кенни Роджерса и Долли Партон, выпущенный в 1984 году на лейбле RCA Victor. Продюсерами альбома стали Роджерс и Дэвид Фостер. Для Роджерса это был уже второй рождественский альбом, а для Долли первый. Релиз альбома сопровождался телевизионным спецвыпуском «Kenny & Dolly: A Christmas to Remember», показанным на телеканале CBS. В 1989 году альбом стал дважды платиновым в США.

## Предыстория
Роджерс и Партон впервые работали вместе в 1976 году, когда Роджерс стал гостем одного из выпусков развлекательного шоу Партон «Долли». Пара снова работала вместе над синглом Роджерса 1983 года «Islands in the Stream», который стал хитом номер один. Роджерс связался с Партон в конце 1983 года, чтобы узнать, не будет ли она заинтересована в создании совместного рождественского альбома. Из-за плотного графика пары запись состоялась только в августе 1984 года. Согласно статье в Billboard, альбом был завершен, и сведение состоялось к концу сентября.
В одном из номеров журнала Cashbox Роджерс сказал об альбоме: «Я вырос в баптистской семье и всегда думал о Рождестве как об особом времени, времени, когда семьи, которые живут порознь целый год, могут воссоединиться. Что-то особенное происходит и тогда же, когда мы с Долли собираемся вместе». Партон сказал: «Это первый рождественский альбом, который я когда-либо делала, поэтому, когда Кенни позвонил мне с этой идеей, я ухватилась за неё. Кенни и я любим петь вместе; я думаю, что смесь наших голосов создает настоящее электричество, которое слышно на записи. У него также есть настоящий дух Санта-Клауса. Он делает работу веселой и подходит к вещам так же, как я, наслаждаясь окружающими его людьми».

## Релиз и промоушн
Альбом был выпущен 29 октября 1984 года на LP, CD и кассете.
Роджерс и Партон также приняли участие в спецвыпуске «Kenny & Dolly: A Christmas to Remember», который вышел в эфир 2 декабря 1984 года на канале CBS. Боб Джиральди поставил выступления со всеми десятью песнями на альбоме. Специальный телевизионный выпуск посмотрели 30 миллионов человек. Вслед за спецвыпуском видеозапись выступления «Christmas Without You» была выпущена на музыкальных телеканалах.
В ноябре 1984 года одновременно были выпущены три сингла: «The Greatest Gift of All» (дуэт), «Medley: Winter Wonderland / Sleigh Ride» (соло Долли Партон) и «The Christmas Song» (соло Кенни Роджерса). «The Greatest Gift of All» достиг 40-го места в чарте Billboard Adult Contemporary. Он также достиг 53-го места в чарте Hot Country Singles и 81-го места в Billboard Hot 100. Соляная песня «Medley: Winter Wonderland / Sleigh Ride» не попала в чарты во время выпуска, однако вошла в чарт Hot Country Songs в январе 1999 года.
«Christmas Without You» был выпущен как сингл в Европе в ноябре 1984 года и достиг 88-го места в UK Singles Chart. Он был выпущен как сингл в Соединенных Штатах в ноябре 1985 года, но не попал в чарты.
Пятый сингл, «I Believe in Santa Claus», был выпущен в США в ноябре 1987 года.

## Коммерческий приём
Альбом дебютировал под номером 19 в чарте Billboard Top Country Albums 15 декабря 1984 года. Он достиг своего пика под номером 12 12 января 1985 года. По состоянию на декабрь 2019 года альбом провел в чарте в общей сложности 35 недель. Альбом также достиг 31-го места как в чарте Billboard 200, так и в канадском альбомном чарте. Альбом также имел успех в европейских странах, достигнув 33-го места в норвежском альбомном чарте, 37-го-в голландском альбомном чарте и 40-го-в шведском альбомном чарте.
Альбом получил золотые и платиновые сертификаты от RIAA 3 декабря 1984 года и был сертифицирован дважды платиновым 25 октября 1989 года за два миллиона проданных копий. Альбом также получил золотые и платиновые сертификаты от Music Canada. Свою пятую платину в стране альбом получил 13 апреля 1988 года за продажи превысившие 500 000 экземпляров.
Также пластинка стала самым продаваемым кантри-альбомом 1985 года в Канаде, за что получил премию Canadian Country Music Association.

## Переиздание
В 1997 году альбом был переиздан на лейбле BMG Special Products с изменённым трек-листом. Порядок песен был слегка изменен, и два соло Роджерса в него не вошли («The Christmas Song» и «Silent Night»). Ранее в издание 1982 года была добавлена запись «Hard Candy Christmas» Партон, которая вошла в саундтрек к фильму «Самый приятный бордель в Техасе».

## Список композиций
| №                   | Название                                               | Автор(ы)                                               | Длительность |
| ------------------- | ------------------------------------------------------ | ------------------------------------------------------ | ------------ |
| 1.                  | «I Believe in Santa Claus»                             | Долли Партон                                           | 3:30         |
| 2.                  | «Medley: Winter Wonderland/Sleigh Ride» (Dolly Parton) | Дик Смит, Феликс Бернард, Митчел Пэриш, Лерой Андерсон | 3:43         |
| 3.                  | «Christmas Without You»                                | Долли Партон, Стив Голдстейн                           | 3:55         |
| 4.                  | «The Christmas Song» (Kenny Rogers)                    | Мел Торме, Роберт Уэллс                                | 3:23         |
| 5.                  | «A Christmas to Remember»                              | Долли Партон                                           | 3:41         |
| 6.                  | «With Bells On»                                        | Долли Партон                                           | 2:42         |
| 7.                  | «Silent Night» (Kenny Rogers)                          | Йозеф Мор, Франц Грубер                                | 3:18         |
| 8.                  | «The Greatest Gift of All»                             | Джон Джарвис                                           | 3:46         |
| 9.                  | «White Christmas» (Dolly Parton)                       | Ирвинг Берлин                                          | 3:06         |
| 10.                 | «Once Upon a Christmas»                                | Долли Партон                                           | 4:21         |
| Общая длительность: | Общая длительность:                                    | Общая длительность:                                    | 35:25        |

| №                   | Название                                               | Автор(ы)                                               | Длительность |
| ------------------- | ------------------------------------------------------ | ------------------------------------------------------ | ------------ |
| 1.                  | «I Believe in Santa Claus»                             | Долли Партон                                           | 3:30         |
| 2.                  | «Medley: Winter Wonderland/Sleigh Ride» (Dolly Parton) | Дик Смит, Феликс Бернард, Митчел Пэриш, Лерой Андерсон | 3:43         |
| 3.                  | «With Bells On»                                        | Долли Партон                                           | 2:42         |
| 4.                  | «Christmas Without You»                                | Долли Партон, Стив Голдстейн                           | 3:55         |
| 5.                  | «White Christmas» (Dolly Parton)                       | Ирвинг Берлин                                          | 3:06         |
| 6.                  | «A Christmas to Remember»                              | Долли Партон                                           | 3:41         |
| 7.                  | «Hard Candy Christmas» (Dolly Parton)                  | Кэрол Холл                                             | 3:39         |
| 8.                  | «The Greatest Gift of All»                             | Джон Джарвис                                           | 3:46         |
| 9.                  | «Once Upon a Christmas»                                | Долли Партон                                           | 4:21         |
| Общая длительность: | Общая длительность:                                    | Общая длительность:                                    | 32:23        |

## Чарты
| Чарт (1984)                        | Высшая позиция |
| ---------------------------------- | -------------- |
| Канада (Canadian Albums Chart)     | 31             |
| Нидерланды (Album Top 100)         | 37             |
| Норвегия (VG-lista)                | 33             |
| Швеция (Sverigetopplistan)         | 40             |
| США (Billboard 200)                | 31             |
| США (Billboard Top Catalog Albums) | 27             |
| США (Billboard Top Country Albums) | 12             |
| США (Billboard Top Current Albums) | 31             |
| США (Billboard Top Holiday Albums) | 4              |

## Сертификации и продажи
| Регион                                                      | Сертификация  | Продажи    |
| ----------------------------------------------------------- | ------------- | ---------- |
| Канада (Music Canada)                                       | 5× Платиновый | 500 000^   |
| США (RIAA)                                                  | 2× Платиновый | 2 000 000^ |
| ^ Данные о тиражах приведены только на основе сертификации. |               |            |